# Leuven Lions
 (février 2019).
Si vous disposez d'ouvrages ou d'articles de référence ou si vous connaissez des sites web de qualité traitant du thème abordé ici, merci de compléter l'article en donnant les références utiles à sa vérifiabilité et en les liant à la section « Notes et références ».
Maillots
Les Leuven Lions sont un club belge de football américain basé à Louvain.

## Histoire
Le club est fondé en 1986.
Durant la saison 2019, le club est en deuxième division et affronte les Andenne Bears, les Waterloo Warriors, les Ghent Gators, les Mons Knights, les Waasland Wolves, les Grez Fighting Turtles et les Izegem Tribes.